# Ewa Bal
Ewa Jolanta Bal (ur. 1973) – polska filolożka, doktor habilitowana nauk humanistycznych, profesor uczelni Katedry Performatyki Wydziału Polonistyki Uniwersytetu Jagiellońskiego.

## Życiorys
Ukończyła teatrologię na Uniwersytecie Jagiellońskim oraz italianistykę na Uniwersytecie „La Sapienza” w Rzymie. 31 maja 2006 obroniła na UJ pracę doktorską. 10 stycznia 2018 habilitowała się na podstawie pracy zatytułowanej Lokalność i mobilność kulturowa teatru. Śladami Arlekina i Pulcinelli. Została zatrudniona na stanowisku asystenta w Katedrze Dramatu na Wydziale Polonistyki Uniwersytetu Jagiellońskiego.
Jest profesorem uczelni Katedry Performatyki Wydziału Polonistyki Uniwersytetu Jagiellońskiego. W latach 2004–2008 wykładała język i kulturę polską oraz przekład literacki na Uniwersytecie „L’Orientale” w Neapolu. Redaktorka naukowa serii wydawniczej Wydawnictwa Uniwersytetu Jagiellońskiego: Nowe Perspektywy – Performatyka.
Jej zainteresowania naukowe obejmują: zagadnienia przekładu międzykulturowego, mobilność kulturową, nacjonalizm, lokalność, przedstawienia kulturowe i artystyczne mniejszości etnicznych i językowych, teatr i dramat polski i europejski oraz metodologie krytyczne z zakresu nowego historycyzmu, (de/post)kolonializmu, gender i queer studies oraz performatykę.
Członkini European Association for Studies of Theatre and Performance (EASTaP), International Federation for  Theatre Research (IFTR) oraz Polskiego Towarzystwa Badań Teatralnych (PTBT).

## Publikacje
- Lokalność i mobilność kulturowa teatru. Śladami Arlekina i Pulcinelli, Kraków: Wydawnictwo Uniwersytetu Jagiellońskiego, 2017, ISBN 978-83-233-4257-1.
- Cielesność w dramacie. Teatr Piera Paola Pasoliniego i jego możliwe kontynuacje, Kraków: Księgarnia Akademicka, 2007, ISBN 978-83-7188-982-0.

Tłumaczenia
- Pier Paolo Pasolini, Orgia ; Chlew, Kraków : Księgarnia Akademicka, 2003, ISBN 83-7188-649-7.
- Pier Paolo Pasolini, Pilades ; Calderon, Kraków : Wydawnictwo Panga Pank, 2007, ISBN 978-83-925040-3-0.
- Emma Dante, Trylogia o okularach, Kraków : Panga Pank, 2011, ISBN 978-83-62711-03-1.